# 郑树森 (医学家)

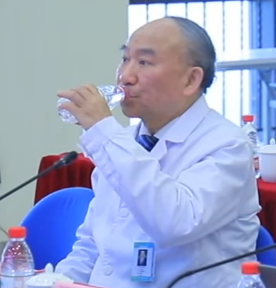
2022年的郑树森

郑树森（1950年1月9日—），浙江衢州人，器官移植专家，原浙江大学医学院附属第一医院院长、外科学教授、主任医师、博士生导师。1973年毕业于浙江医科大学临床医学系，之后留校任教。1986年取得浙江医科大学研究生学位。2001年当选中国工程院院士。研究方向为肝胆胰外科肿瘤诊治和器官移植。
他妻子李兰娟是名传染病学专家，也工作于浙医一院，2005年当选中国工程院院士。

## 学术成就
他是中华人民共和国器官移植以及多器官联合移植的开拓者和学术带头人。
- 1991年10月作为第一助手参加香港首例人体原位肝脏移植获得成功，成为当年香港十大新闻之一。
- 1993年开展浙江省第一例肝脏移植。
- 2001年6月，实施首例儿童活体肝移植，创造当时国内年龄最小的活体肝移植受体记录。

## 争议
根据《科学》杂志2017年2月6日的报道，国际权威学术期刊《Liver International》于早前的1月30日发表声明，由于作者郑树森与严盛无法提供论文中提及的563例肝脏移植的器官来源符合道德伦理的证明，该杂志决定撤回郑树森等于2016年10月在网上发表的论文，并将“永远不会”在该杂志上发表他们的研究成果。虽然 liver international网站依然可以检索到其文章和全文, 但是已经被标注为撤稿并且注明了基于研究道德的撤稿原因。